# Epimadiza nigrescens
Epimadiza nigrescens är en tvåvingeart som beskrevs av Oswald Duda 1933. Epimadiza nigrescens ingår i släktet Epimadiza och familjen fritflugor. Inga underarter finns listade i Catalogue of Life.